# Mega Man 7
Mega Man 7, в Японии известная как Rockman 7: Shukumei no Taiketsu!, (яп. ロックマン 7: 宿命の対決! Роккуман 7 Сюкумэй но Тайкэцу!) — видеоигра жанра платформер, разработанная и изданная в 1995 году компанией Capcom на платформу Super Nintendo Entertainment System. Это седьмая игра из оригинальной серии Mega Man, и единственная игра из основной серии, вышедшая на 16-битной игровой приставке. Игра вышла 24 марта 1995 года в Японии и позднее была локализована для североамериканского и европейского рынков. Игра была издана в составе сборника Mega Man Anniversary Collection на консолях PlayStation 2, Nintendo GameCube, и Xbox, а также в составе Mega Man Legacy Collection 2 на PlayStation 4, Xbox One, Nintendo Switch и PC.
События игры начинаются сразу после конца игры Mega Man 6, и Мегамену нужно снова помешать планам доктора Уайли, который с помощью новых Роботов-мастеров освободил себя из заключения и предпринял новую попытку захвата мира. С помощью его друзей Мегамен находит потенциальных союзников в виде пары роботов Басса и Требл, которые позже оказываются созданиями Уайли. По игровому процессу Mega Man 7 использует те же элементы платформинга, введённые играми серии для Nintendo Entertainment System, однако также и улучшает графику и озвучивание на уровень гораздо более мощной SNES.
Согласно её создателям, на разработку Mega Man 7 было отведено очень короткое время. Кэйдзи Инафунэ, иллюстратор и дизайнер персонажей всей франшизы, отдал Хаято Кадзи право руководства разработкой игры. Игра получила в среднем положительные оценки от критиков. Несмотря на то что многие считали игру самодостаточной, большинство обозревателей назвало игру простым повтором предыдущих игр в саге Mega Man, либо сочло её уступающей игре Mega Man X, которая вышла на SNES более года назад.

## Игровой процесс

Игрок стреляет в противника заряженным выстрелом Мега Бастера. Действие происходит на начальном этапе игры.

Игровой процесс Mega Man 7 в основном идентичен шести предыдущим играм в серии. Игрок, управляя Мегаменом, должен пройти череду платформерных уровней, которые обычно заканчиваются боем с боссом, Роботом-мастером. После победы над Роботом-мастером игрок получает в награду его суперспособность, которая может быть выбрана и использована во всех последующих уровнях. Каждый Робот-мастер уязвим для специфичного для него оружия. В отличие от первых шести игр из серии Mega Man, в Mega Man 7 можно выбирать только из четырёх этапов за раз. После того как игрок заканчивает вводной этап, для выбора становятся доступны первые четыре уровня: Freeze Man, Cloud Man, Burst Man и Junk Man. После победы над этими четырьмя боссами игра прерывается на промежуточный этап в Музее Роботов, после прохождения которого становятся доступны следующие четыре уровня, Slash Man, Spring Man, Shade Man, и Turbo Man.
Mega Man 7 использует множество игровых элементов, введённых в предыдущих играх, такие как скольжение по земле, зарядка Мега Бастера для более мощных выстрелов, и вызов пса по имени Раш, принадлежащего главному герою, для решения различных задач. У пса есть уникальная особенность под названием Rush Search, которая заставляет Раша выкапывать полезные предметы, где находится игрок. Определённые этапы содержат буквы «R-U-S-H», которые при их сборке дают игроку «Rush Super Adapter», сочетающий два улучшения, введенные в Mega Man 6 — мощная атака ракетой и реактивный ранец для полётов на короткие расстояние. Побежденные враги, которые есть на каждом этапе, могут дать игроку дополнительные жизни, предметы, которые пополняют здоровье и заряд оружия, и специальные болты. Игрок с экрана выбора уровня может посетить магазин «Eddie’s Cybernetic Support Shop», который управляется Ауто, новым ассистентом доктора Лайта, и где эти болты могут быть обменены на вещи и улучшения, и который изначально появился в играх серии Mega Man для Game Boy. Использование болтов и покупка предметов в магазине позднее стала стандартом для основных игр серии, начиная с Mega Man 7. Также есть другие игровые элементы, такие как птица-робот Бит, помогающая игроку, и щит Протомена.

## Сюжет
Действие Mega Man 7 происходит в XXI веке, в году 20XX, сразу после событий Mega Man 6. Благодаря усилиям Мегамена и его друзей, доктор Уайли наконец был арестован и привлечен к ответственности. Однако Уайли всегда знал, что однажды может быть заключен в тюрьму, и поэтому он заранее построил четыре резервных Робота-мастера в своей секретной лаборатории: Burst Man, Cloud Man, Junk Man, и Freeze Man. Если они не получают никакого сообщения в течение шести месяцев, они проснутся и начнут искать своего хозяина. Через полгода роботы активизировались, нанесли поражение армии и подняли волнения по всему городу, в котором содержался доктор Уайли. Мегамен был вызван для решения ситуации. По дороге в город с Ролл и Ауто он видит, что тот в руинах, и что слишком поздно останавливать Роботов-мастеров от освобождения злого ученого. Мегамен пускается в погоню, но его останавливает Басс, робот с способностями, аналогичными Мегамену, и его роботизированным волком Требл. После короткой перестрелки Мегамену было сообщена, что оба из них сражаются с Уайли. Басс и Требл затем уходят, оставив Мегамена в замешательстве, но убежденного, что у него появились новые союзники и который решил прекратить планы доктора Уайли.
После того, как четыре Робота-мастера доктора Уайли потерпели поражение, тот отправил ещё четырёх для того чтобы остановить протагониста: Spring Man, Slash Man, Shade Man, и Turbo Man. В одной из локаций Мегамен встречает травмированного Басса и отправляет того в лабораторию доктора Лайта для починки. Мегамен побеждает оставшихся роботов-мастеров и возвращается домой, но узнаёт о том, что Басс разорил лабораторию, захватив детали для новых улучшений, над которыми работал доктор Лайт. Уайли появляется на экране и рассказывает, что Басс и Требл на самом деле являются его собственными творениями, и что они завоевали доверие Мегамена только для того чтобы украсть детали. Басс желает победить Мегамена в бою и показать себя как самым сильным роботом в истории. Мегамен пробивается к крепости Уайли и побеждает Басса и Требл, а затем и самого доктора Уайли. Как обычно, Уайли просит милосердия, но после того, как Мегамен дал тому шесть шансов на исправление, Мегамен решает остановить безумного доктора навсегда и заряжает свой Мега Бастер. Ужаснувшись, Уайли говорит, что как робот, Мегамен не может нанести вред людям, однако тот отвечает, что он «больше, чем робот». Прежде чем Мегамену удаётся что-то сделать, его сбивает с ног землетрясение от начала самоуничтожения крепочти, и приходят Басс и Требл для того чтобы спасти своего создателя. Перед тем, как убежать, Басс насмехается над Мегаменом за его колебания, поклявшись, что он, Уайли и Требл вернутся, чтобы отомстить. Мегамен затем убегает из разрушающейся крепости, размышляя о произошедших событиях, и возвращается домой к своей семье.

## Разработка
До разработки и издания Mega Man 7, все предыдущие игры из оригинальной серии Mega Man издавались только на NES. Mega Man 7 стала первой и единственной номерной игрой оригинальной серии, изданной на SNES. Компания Capcom начала издавать спин-офф серии под названием Mega Man X на этой приставке больше года назад, в 1993 году. При этом, из-за проблем с планированием разработки, команде пришлось работать с очень сжатым сроком в три месяца, отпущенным на разработку Mega Man 7. Главный дизайнер франшизы, Кэйдзи Инафунэ, упомянутый в титрах как «Inafking», сказал, что это стало очень интересным опытом для него из-за высокой мотивации команды в то время. Новый главный иллюстратор команды, Хаято Кадзи, упомянутый в титрах как «H.K», подтвердил, заявив что команда была очень предана проекту, несмотря на то что разработку пришлось делать быстро. Дизайнер Ёсихиса Цуда, названный «Hisayoshi» в титрах, вспоминал, «Я помню что это было довольно весело, типа спортивного лагеря или что-то типа такого. Однако, есть много вещей в игре о которых я сожалею, и даже тогда мы все желали ещё месяца или около того для работы над ней». Инафунэ, по его словам, разработал персонажа Ауто, который был основан на стереотипных игрушечных роботах вида «железный дровосек», которых он видел в детстве. Инафунэ также сделал примерные скетчи Басса и Требл, которым он дал имена «Baroque» и «Crush» в своём скетчбуке. Идеи обеих этих персонажей в итоге были переданы Кадзи, чтобы тот дал им свой дизайн. Как и в многих остальных играх в серии, девять Роботов-мастеров были выбраны из предложений, присланных участниками конкурса, устроенном Capcom для японских фанатов. Фанаты прислали на конкурс около 220 000 дизайнов персонажей.
Одной из идей команды было то, что оружия, полученные от Роботов-мастеров могут влиять на элементы различных этапов. Кроме этого, Инафунэ хотел добавить скрытый режим боя с боссами, и обсудил идею с Цудой, который потом обсудил её с тестировщиком. За неделю до бета-тестирования игры команда решила добавить режим в игру на условии, что только Мегамен и Басс будут играбельными персонажами, и что по возможности там не должно быть багов. Режим был завершён и добавлен в игру в течение двух дней. Однако, в Capcom решили сделать этот режим секретным, с доступом по паролю. Команда также сознательно сделала финального босса игры «безумно сложным», и которого «невозможно победить без использования Energy Tank». Бета-тестирования японской и иностранных версий игры Mega Man 7 начались одновременно. Локализовнные версии игры содержат значительно меньше диалогов по сравнению с японской версией. Когда Мегамен получает новое оружие в североамериканской версии, он разговаривает с доктором Лайтом, а в японской версии происходит диалог с Ролл или Ауто, и с Лайтом.
Летом 1995 года компания Capcom анонсировала что английский перевод игры был закончен, но было решено не издавать его. По словам представителя Capcom, негативная реакция игроков на это в итоге вынудила издать англоязычную версию игры. Грегори Баллард, президент североамериканского подразделения Capcom, признал, что компания была слишком консервативна с оценками по доставке копий Mega Man 7 в магазине, когда она была запущена осенью 1995 года в продажу в регионе. Спрос на издания игр от Capcom в прошлом, 1994 году, был ниже поставок, в результате чего компания уменьшила отгруз продукции в течение аналогичного квартала 1995 года.
Музыкальная и звуковая композиция игры была осуществлена группой из десяти человек, включающей Иппо Ямаду, который был упомянут в титрах как «Ippo» и которого привлекли к работе над игрой в то же время, когда он работал над другим проектом. 21 ноября 2007 года в Японии, на 20-летие франшизы, компанией Team Entertainment был издан саундтрек игры, включающий 37 музыкальных треков, на компакт-диске. Три композитора, писавших музыку для Mega Man 7, Иппо Ямада, Юко Такехара и Макодо Томодзава позднее написали саундтрек для Mega Man 10 совместно с композиторами Mega Man 8 и других частей.

## Отзывы и наследие
| Иноязычные издания | Иноязычные издания |
| Издание            | Оценка             |
| ------------------ | ------------------ |
| EGM                | 7,4/10             |
| Game Informer      | 7/10               |
| GamePro            | 3,75/5             |
| IGN                | 7/10               |
| Nintendo Power     | 3,425/5            |
| Super Play         | 79 %               |
| VG&CE              | 7/10               |

Игра Mega Man 7 получила в основном положительные оценки и в обзорах при выходе, и в ретроспективах. Обозреватели критиковали игру за предполагаемую неспособность принести что-либо новое в уже немолодую серию, а некоторые считали что она уступает Mega Man X, которая была издана на SNES годом ранее. Тони Мотт из Super Play заметил, что игра не улучшает и не дополняет игровой процесс предыдущих 8-битных частей, прокомментировав что дизайн уровней «сдержанный и выглядит посредственным по сравнению с серией X». Бретт Илстон из GamesRadar также отметил, что Mega Man 7 ощущается слишком похожей на предыдущие игры и что она бледнеет по сравнению с более актуальной и изобретательной Mega Man X на SNES. GamePro просто назвал игру «приятной задержкой» для фанатов, ожидающих следующую игру в серии X.
Отзывы на игру положительно отмечали её красочную презентацию, управление и сложность. Обозреватели GameSpot Христиан Нутт и Джастин Шпеер похвалили игру даже в сравнении с её предшественницами: «Наконец, реальное обновление серии, которое вышло на SNES, после стольких лет на умирающей NES, которые искалечили серию. К сожалению, уже немного поздно восстанавливать огромную популярность которой когда-то пользовалась серия, но это определенно солидная игра». Леви Бьюкенен из IGN счёл игру одной из слабейших частей в франшизе, несмотря на её попытки добавить новые трюки. «По-прежнему стоит сыграть, чтобы увидеть 16-битный прыжок», — резюмировал Бьюкенен, «Но ожидания должны быть надлежащим образом учтены».
Лукас Томас из IGN описал ввод соперника Мегамена, Басса, как самый важный вклад седьмой части игры в серию. Однако, несмотря на то, что игра Mega Man 7 технологически продвинула серию с её NES корней на следующее поколение приставок, она спустя несколько лет вернулась обратно к визуальному и аудио стилю игр для NES. Игра Mega Man 7 была несколько раз переиздана после своего изначального выхода в 1995 году: в первый раз в японском сервисе Nintendo Power для Super Famicom, потом в Северной Америке в сборнике Mega Man Anniversary Collection для PlayStation 2 и GameCube в 2004 году и Xbox в 2005 году, далее для сервисов Wii U Virtual Console в 2014 году и New Nintendo 3DS Virtual Console в 2016 году, и наконец в 2017 году в сборнике Mega Man Legacy Collection 2.